# 索丽·斯特普尔斯·布赖恩
索丽·斯特普尔斯·布赖恩（英語：Thori Staples Bryan，1974年4月17日—），美国女子足球运动员。她曾代表美国国家队参加1996年夏季奥林匹克运动会足球比赛，获得一枚金牌。她也曾参加1995年女子足球世界杯。